# Masaru Akiba
Masaru Akiba (秋葉 勝, Akiba Masaru) est un footballeur japonais né le 19 février 1984. Il évolue au poste de milieu de terrain au Zweigen Kanazawa en prêt du FC Gifu.

## Biographie
Masaru Akiba est vice-champion de J-League 2 en 2008 avec le Montedio Yamagata.